# Eupelmus pullus
Eupelmus pullus är en stekelart som beskrevs av Ruschka 1921. Eupelmus pullus ingår i släktet Eupelmus och familjen hoppglanssteklar.
Artens utbredningsområde är:
- Österrike.
- Slovakien.
- Finland.
- Nederländerna.
- Polen.

Inga underarter finns listade i Catalogue of Life.